# مورغان فيني
مورغان فيني (بالإنجليزية: Morgan Feeney)‏ هو لاعب كرة قدم بريطاني في مركز الدفاع، ولد في 8 فبراير 1999 في بوتل ‏ في المملكة المتحدة. لعب مع نادي إيفرتون.

## وصلات خارجية
- مورغان فيني على موقع الاتحاد الأوربي (الإنجليزية)
- مورغان فيني على موقع قاعدة بيانات كرة القدم.إي يو (الإنجليزية)
- مورغان فيني على موقع Soccerway.com (الإنجليزية)